# SC Toulon
SC Toulon este un club de fotbal francez și reprezintă orașul Toulon în competițiile franceze, situată în Sudul Franței. Echipa joacă în prezent în Championnat National 2, al patrulea nivel al ligii franceze de fotbal, și își dispută meciurile de acasă pe Stade de Bon Rencontre din același oraș. 

## Palmares
| Campionatele Naționale | Cupele Naționale |
| - Ligue 2 (1) : - Campioni : 1983. - Locul 3 : 1959, 1972, 1975, 1976, 1977, 1978. - National 1 (2) : - Campioni : 1981, 1996. - National 2 (2) : - Campioni : 2005, 2019. - Locul 2 : 2004, 2018. - National 3 (2) : - Campioni : 2003, 2016. - Locul 3 : 2015. | - Cupa Franței (0) : - Semifinale : 1963, 1984. - Sferturi : 1965, 1982. - Cupa Ligii (0) : - Finalistă : 1965. - Sferturi : 1992. |

## Cupa Ligii
| Sezon | Club Sportiv | Scor  | Adversar       | Runda      |
| ----- | ------------ | ----- | -------------- | ---------- |
| 1965  | Toulon       | 1 - 4 | Nantes         | Finala     |
| 1965  | Toulon       | 6 - 3 | Stade Français | Semifinale |
| 1965  | Toulon       | 2 - 2 | Marseille      | Sferturi   |